# Jacques d'Otémar
Jacques Georges Marie Modérat d'Otémar dit Jacques d'Otémar, né le 9 juillet 1881 à Neuilly-sur-Seine et mort le 7 février 1952 dans le 16e arrondissement de Paris, est un peintre et illustrateur français.

## Biographie

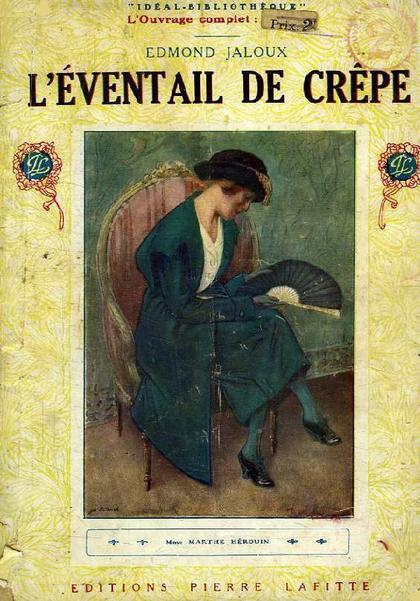
L’Éventail de crêpe d'Edmond Jaloux, illustré par d'Otémar (Pierre Lafitte, 1911).

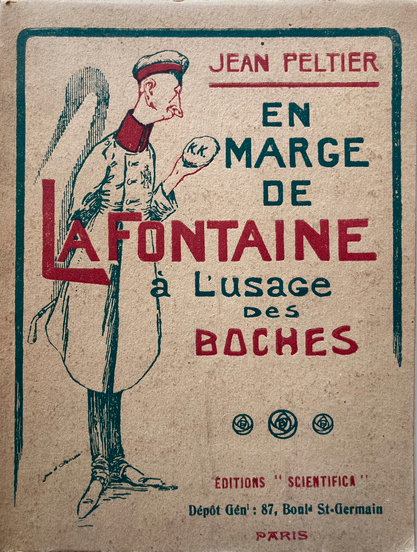
Couverture de En marge de La Fontaine à l'usage des Boches (Paris, éd. Scientifica, 1918).

Jacques Georges Marie est le fils d'Alberte Louisa Henryet de Launay, fille de l'homme de lettres Alphonse de Launay et sœur du peintre Fernand de Launay, et de Marie Adolphe Édouard Modérat d'Otémar (1853-1917), lequel était artiste peintre (les deux artistes sont parfois confondus). Jacques a une sœur jumelle, Marie Athénaïs Andrée.
Il est employé en tant qu'attaché au Ministère des Colonies avant son appel sous les drapeaux en novembre 1902. Incorporé au 72e régiment d'infanterie, il est rendu à la vie civile en septembre 1905 avec le grade de sergent.
En 1904, Jacques d'Otémar accomplit son service militaire à Amiens avec les peintres Berthold Mahn, Josué Gaboriaud, accompagnés de l'artisan typographe Lucien Linard. C'est dans cette ville que la bande d'amis se lie avec Albert Gleizes et l'écrivain René Arcos, sans doute sous l'impulsion du critique Jean Valmy-Baysse (1874-1962) qui a plus ou moins recruté ces jeunes gens pour écrire dans sa revue La Vie, lancée en décembre 1904 : on y retrouve Charles Vildrac qui décide en décembre 1905 de rechercher un lieu afin d'y créer une association avec ses copains artistes, une utopie concrète qui ne dura que deux ans,,,.
L'abbaye de Créteil est initialement fondée durant l'automne 1906 : Jacques d'Otémar fait partie des membres fondateurs de cette communauté, il est présent sur un document photographique pris dans le parc de la villa cristolienne (il est le seul à porter un chapeau),,,,.
Élève de son père, de Jules Lefebvre et de Gabriel Ferrier, D'Otémar, dont l'atelier parisien est alors situé au 9 rue Bochart-de-Saron, expose au Salon des artistes français en 1907, 1908 et 1910,,, et au Salon des indépendants : en 1909, la ville de Paris lui achète une toile, Veille de fête. Il a composé avec Berthold Mahn plusieurs travaux graphiques pour des institutions (dont la ville de Paris) : selon Charles Vildrac, il aurait ouvert avec Mahn un atelier de graphisme industriel dès 1906, situé rue de Seine, produisant des lithographies à caractère commercial et publicitaire. En 1911, Pierre Lafitte publie dans sa collection « Idéal-Bibliothèque » L’Éventail de crêpe, un roman d'Edmond Jaloux, illustré par des vignettes d'Otémar. Il fournit des compositions à des périodiques comme Je sais tout, Le Figaro de la jeunesse, le Miroir des sports (signées « Jac d'Otémar »,), etc.
Rappelé sous les drapeaux lors de la mobilisation générale d'août 1914, Jacques d'Otémar rejoint le 26e régiment d'infanterie. Promu adjudant le 1er novembre 1914, il est classé service auxiliaire et transféré dans l'artillerie en juillet 1916. À nouveau reconnu apte au service armé, il est affecté au 95e régiment d'infanterie en février 1917. Il bénéficie d'un congé illimité de démobilisation en février 1919 et se fait attribuer la carte du Combattant en 1930.
Le 1er septembre 1912, Jacques d'Otémar épouse Renée Anne Marie Blanche (1895-1955) dont il aura trois enfants ; sa fille Françoise épousera en décembre 1939 l'aviateur Jean Pradal. Le couple se sépare en octobre 1925,. En juillet 1925, Otémar aide son épouse à fonder un magasin d'antiquités avec Suzanne-Rose Samuel, épouse de Serge Lehman, au 60 avenue de la Bourbonnais, appelé « Chez Mitsou », puis « Aux Trois Magots ». Les deux femmes sont rejointes en 1928 par Robert Denoël, qui fonde une première maison d'édition.
Il meurt le 7 février 1952 à son domicile, 27 rue Pierre-Guérin à Paris.